# Dragon Lake Golf Club
De Dragon Lake Golf Club ligt in een dal langs een bergketen buiten Beixing in Guangdong in de Volksrepubliek China. De aldaar ontstane meren nemen ongeveer de helft van het terrein in beslag. De golfbanen hebben 54 holes, verdeeld over de Asian Games Course en de King's Course.
De eerste baan werd in 2004 geopend. Het erbij gelegen Dragon Lake Princess Hotel, dat uit 15 gebouwen en ruim 300 kamers bestaat, werd in 2007 geopend. Hier werden de Asian Games in 2010 gespeeld en sindsdien wordt deze baan de Asian Games Course genoemd. Deze baan is sindsdien alleen nog voor de leden bestemd. Er zijn 27 holes, waarvan 9 holes 's avonds verlicht worden.
In 2011 werd besloten de King's Course aan te leggen. De 500 leden mochten er in 2011 al op spelen, maar de officiële opening was in het najaar van 2012. Vanaf de baan, die in de bergen ligt, heeft men uitzicht op de andere bergen en op de meren die in de vallei liggen. Hierbij is ook een 9 holesbaan.

## Toernooien
- 2006: Aaron Baddeley World Junior Championship
- 2007: Aaron Baddeley World Junior Championship
- 2008: Aaron Baddeley World Junior Championship
- 2009: Aaron Baddeley World Junior Championship
- 2010: 16de Asian Games
- 2013: Royal Trophy

Het Aaron Baddeley World Junior Championship werd enkele jaren op Dragon Lake gespeeld en tegenwoordig op de Lion Lake Country Club. De winnaar en winnares krijgen een wildcard voor het Australisch Open. 